# えちうら
えちうらは、習志野高校の同級生バンドである
全員が習志野高校出身で、バンド名の由来は同校の傍にある『越後屋』という店の裏によく集まっていたことから。デビュー後、同校の卒業式や、プロ野球開催の時に千葉マリンスタジアムの前で演奏したこともある。

## 歴史
- 2001年
  - 1月  初ワンマンライブ。インディーズ版『大きな翼』をリリース。
- 2002年
  - 4月　テレビ朝日系列ストリートファイターズ出演。
  - 8月11日　習志野文化ホールで2ndワンマンライブ
  - 12月28・29日　本八幡3rd Stageでワンマンライブ（2days）
- 2003年
  - 7月　新宿MARSでワンマンライブ（初の都内ワンマン）
- 2004年
  - 1月5日　千葉県市川市文化会館でワンマンコンサート
  - 1月7日　インディーズ盤2ndシングル「小さな奇跡」リリース（オリコンインディーズチャートで9位を記録）
  - 7月　NTV系「ズームイン!!SUPER」出演
  - 11月3日　ポニーキャニオンよりデビュー。初シングル『パーティ☆パーティ』をリリース。
- 2005年
  - 1月7日　2nd Single「プリンセス プリンセス」発売（音楽情報番組「プリン・ス」テーマソング）
  - 3月16日　3rd Single「大切な思い出/夢への翼 」発売（千葉ロッテマリーンズ2005"BUILDING OUR DREAM"イメージソング）
  - 4月8日　習志野文化ホールで灼熱のえちうらいぶ「舞いあがれ！たんぽぽの種！」
  - 5月18日　4thSingle「今日より明日は」発売（CX系 金色のガッシュベルエンディングテーマ曲）
  - 6月1日　1stALBUM「えちうらいふ」発売
  - 8月14日　SUMMER SONIC 05に出演
  - 8月28日　「全力投球!!'05夏」に出演　(Duo Music Exchange)
  - 11月27日　原宿アストロホールで「灼熱のえちうらいぶ2～えちの逆襲!1周年だぜ!全員集合!!」
- 2006年
  - 2月1日　5thSingle「桜道」（はなみち）＆ビデオクリップ集「習魂」発売
  - 4月9日　日比谷野外音楽堂にて 「開歌前線 from野音」
  - 4月30日　渋谷O-EASTにて「灼熱のえちうらいぶ～桜歌SHOW～」
  - 8月27日　「全力投球!!'06夏」に出演　(Duo Music Exchange)
  - 9月1日　「灼熱の千葉サーキットVol.1　2マンライブシリーズ」スタート
  - 12月24日　「全力投球!!'06冬」に出演　(O-EAST)
- 2007年
  - 3月4日　「灼熱の関東サーキット2ndseason～2マンLIVEシリーズ」スタート
  - 4月6日　6thSingle「ポラロイド」発売
- 2011年
  - 1月15日　Zepp東京でのライブを最後に解散

## メンバー
- 芳賀俊和（上手Vo.リーダー）
  - 1981年5月29日タイ　バンコク生まれ
  - B型
- 長柄琢磨（下手Vo．Sax）
  - 1981年12月12日アメリカ合衆国　サンディエゴ生まれ
  - たぶんB型
- 白鳥充紀（Gt.）
  - 1981年12月6日千葉県習志野市生まれ
  - B型
- 赤堀翔（Bass）＊自身が作詞・作曲した「一歩一歩」（「えちうらいふ」収録）ではボーカルも務める。
  - 1982年4月27日千葉県船橋市生まれ
  - AB型
- 植草岳（Dr.）作詞・作曲はメンバーのだれかかが詞・曲共に行う。
  - 1981年8月22日千葉県鎌ケ谷市生まれ
  - O型

## ディスコグラフィー

### シングル
- 大きな翼（2001年1月）限定1500枚。完売
- 小さな奇跡（2004年1月7日）
- パーティ☆パーティ（2004年11月3日）
- プリンセス♡プリンセス（2005年1月7日）
- 大切な思い出/夢への翼（2005年3月16日） - 『夢への翼』：千葉ロッテマリーンズ2005 BUILDING OUR DREAM! イメージソング
- 今日より明日は（2005年5月18日）- CX系「金色のガッシュベル」エンディングテーマ
- 桜道（2006年2月1日）
- ポラロイド（2007年4月6日）
- カサブタ（2007年8月3日）

### アルバム
- えちうらいふ（2005年6月1日）

1.やまない雨はない
2.プリンセス♡プリンセス
3.パーティ☆パーティ
4.たんぽぽの種
5.やっぱりね
6.勇者達へ
7.ガラスノカケラ
8.今日より明日は
9.青春
10.誰?なぜ?
11.一歩一歩
12.二度目の冬
13.夢への翼
14.曖昧な態度やめて
15.届け愛よ
16.大切な思い出
- 楽歌生（2008年2月8日）

1.カサブタ
2.JustKeep
3.SUMMERTIME
4.サヨナラに気付けないほど馬鹿じゃない
5.ラクガキフェンス
6.いつも君にまで届くように
7.蜃気楼
8.僕らの生きる一秒に
9.ポラロイド
10.桜道（Al.ver）
11.O.E.O.E.OH!
12.ありがとさん
13.春風～いっせーのーせで録りました～ [おまけトラック]

### DVD
- 習魂（ならだま）（2006年2月1日） - シングル曲のPV集

1.桜道
2.パーティ☆パーティ
3.プリンセス♡プリンセス
4.大切な思い出
5.今日より明日は

## 出演

### テレビ
- レギュラー
  - ちばテレビ 『THE・座』

- その他
  - 2002年4月　テレビ朝日系列ストリートファイターズ出演
  - 2004年7月　NTV系「ズームイン!!SUPER」出演
  - 2005年5月18日　NTV系「情報ツウ!」内「プレゼンツウ」出演
  - 2005年6月21日　CX系　めざましテレビ「めざまし体操」出演

### ラジオ
- レギュラー
  - bayfm 「GROOVE FROM K・WEST」
  - お台場レインボーステーション　「灼熱のえちうらじお」

- その他
  - 2007年4月6日　嵐・相葉雅紀のレコメン！アラシリミックス
  - 2021年4月23日 嵐・相葉雅紀のレコメン！アラシリミックス

### WEB
- レギュラー
  - あっ!とおどろく放送局「ニナファームジャポンPresents 灼熱のえちうらstyle」